# Велики атрактор
Велики атрактор је гравитациона аномалија у интергалактичком простору у центру локалног суперкластера Ланиакеа, у којем се налази Млијечни пут. Налази се у у зони избегавања, коју је тешко посматрати у видљивом опсегу таласних дужина јер је заклоњена од свјетлости ралактичке равни Млијечног пута. Ова аномалија наговјештава о локализованој концентрацији масе хиљаду пута масивнијих, него Млијечни пут. Ово је примјетно због њеног утицаја на кретања галаксија и њихових кластера на подручју стотина милиона светлосних година у пречнику. Велики атрактор се креће у правцу суперкластера Шепли. Недавна астрономска студија тима астрофизичара из Јужне Африке је открили суперкластере галаксија, названа суперкластер Вела, на локацији гдје се теоретски претпоставња да се налази Велики атрактор.
Ове галаксије су све помјерене према црвеном дјелу спектра, у складу са Хабловим током, што указује да се удаљавају у односу на нас и међусобно, али варијације у помјерању према црвеном дјелу смектра су  довољне да открију постојање аномалије. Варијације у њиховом црвеном дјелу спректра су познате као пекјулиар брзине и покривају опсег од +700 km/s до -700 km/s, у зависности од угаоне девијације од правца у односу на Велики атрактор.

## Локација
Први знаци одступања од униформог ширења универзума је примјећен 1973 и поново 1978. години. Локација Великог Атрактора је коначно оређена 1986: она се налази на распону удаљености од 150 до 250 Мсг (милиона светлосних година) (47-79 Мpc, према последњим проценама) од Млечног пута, у правцу сазвежђа Јужног троугла и Угломјера. Иако се објекти у том правцу налазе у зони избегавања (дио ноћног неба заклоњен галаксијом Млечни пут), тако да је тешко проучавати у видљивом спектруму, посматрања помоћу рендгенских зрака показала су да у овој области простора доминира Норма кластер (Абел 3627), велики скуп галаксија, гдје превладавају велике, старе галаксије, многи од њих се сударају са својим сусједима и/или емитују велику количину радио таласа.

## Дискусија око масе
Године 1992, много очигледног сигнала Великог Атрактора је приписано ефекату Малмкуст пристрасности. 2005. године, астрономи спроводе рендгенски преглед дијела неба, познат као кластери у области избегавања. Пројекта је дошао до закључка да је Велики Атрактор је заправо чини само једна десетина масе коју су научници првобитно процијенили. У истраживању је такође потврђена раније теорије да галаксије Млијечни Пут заправо привлачи много вићи скуп галаксија поред суперкластера Шепли, који лежи иза Великог Атрактора, и који се зове Шепли атрактор.

## Тамни ток
У астрофизици, "Тамни ток" - је одсуство било какве случајне компоненте пекуларне брзине од кластера галаксија. Измерена брзина је збир оне што је предвиђа Хабл закон и потенцијално мале, "тамним" брзине која тече у уобичајеном правцу кластера галаксија.

## Ланијакеа суперкластер
Предложени Ланијакеа суперкластер се дефинише као слив Великог Атрактора, који обухвата бивше суперкластере Вирго и Хидра-Центаурус. На тај начин, Велики атрактор би био језгро новог суперкластера.

## Вела суперкластер
Године 2016, мултинационална група јужноафричких, европских и аустралијских истраживача на челу са јужноафричким астроном Рене С. Кран-Кортевег је објавила откриће суперкластера галаксија, који би у великој мери објаснио мистериозни Велики атрактор. Користећи податке из ААОмега спектрографа, 3.9m Англо-Аустралијског телескопа, и јужноафричког велики телескоп, астрономи су открили области галактичке превелике густине које су у складу са "суперкластерима", која обезбеђује потрбно објашњење за гравитациону аномалију у области Шепли суперкластера, где се теоретски претпоставља да је Велики атрактор.